# 30 Cephei
30 Cephei är en vit underjätte i stjärnbilden Cepheus. 30 Cep har visuell magnitud +5,19 och är synlig vid för blotta ögat vid någorlunda god seeing. Den ligger på ett avstånd av ungefär 285 ljusår.